# Santolina magonica
Santolina magonica là một loài thực vật có hoa trong họ Cúc. Loài này được Romo miêu tả khoa học đầu tiên năm 1994.